# دايسوكي فوجيمورا
دايسوكي فوجيمورا (باليابانية: 藤村大介؛ بالكانا: ふじむら だいすけ) هو لاعب كرة قاعدة ياباني، ولد في 25 يوليو 1989 في Chūō-ku, Kumamoto ‏ في اليابان.

## وصلات خارجية
- دايسوكي فوجيمورا على موقع الدوري الياباني لكرة القاعدة (الإنجليزية)
- دايسوكي فوجيمورا على موقعبيزبول رفرنس.كوم (الدوري الثانوي) (الإنجليزية)